# Výšice
Výšice jsou malá vesnice, část obce Myštice v okrese Strakonice v Jihočeském kraji. Nachází se asi tři kilometry východně od Myštic. Je zde evidováno 42 adres. V roce 2011 zde trvale žilo čtrnáct obyvatel.
Výšice jsou také název katastrálního území o rozloze 3,02 km².

## Název
Dříve byla obec uváděna pod názvy Vajšlovice, lidově Vajšovice. Následně se název změnil na Vajšice, poté na Vejšice. 

## Historie
První písemná zmínka o vesnici pochází z roku 1045, kdy patřila spolu s Rakovicemi do majetku Břevnovského kláštera. Následně ji vlastnila řada pánů jako Jezev z Rakovic, Příbík z Řesanic. V 16. století patřily Výšice k Uzenicím. V roce 1572 byly prodány k Čimelicím a více než 350 let pak patřila tato obec pod drahenické panství. V roce 1654 zde bylo 5 starých gruntů 1 nově osedlý, domek a chalupa. V roce 1770 zde bylo 22 čísel. V roce 1913 zde bylo 38 domů a 179 obyvatel. Farou náležela obec do Pohoří.

## Obyvatelstvo
| Rok            | 1869 | 1880 | 1890 | 1900 | 1910 | 1921 | 1930 | 1950 | 1961 | 1970 | 1980 | 1991 | 2001 | 2011 | 2021 |
| -------------- | ---- | ---- | ---- | ---- | ---- | ---- | ---- | ---- | ---- | ---- | ---- | ---- | ---- | ---- | ---- |
| Počet obyvatel | 245  | 248  | 215  | 196  | 179  | 182  | 165  | 95   | 73   | 59   | 42   | 18   | 19   | 14   | 23   |
| Počet domů     | 40   | 41   | 41   | 41   | 38   | 35   | 34   | 33   | 33   | 25   | 21   | 27   | 39   | 39   | 38   |

## Obecní správa
Při sčítání lidu v letech 1850–1959 Výšice byly samostatnou obcí v okrese Blatná. Od roku 1960 jsou částí obce Myštice v okrese Strakonice. V letech 1850–1879 k obci patřily Draheničky a Svučice a v letech 1850–1929 také Kožlí a Svobodka.